# Trichoclinocera minor
Trichoclinocera minor är en tvåvingeart som först beskrevs av Axel Leonard Melander 1927.  Trichoclinocera minor ingår i släktet Trichoclinocera och familjen dansflugor.
Artens utbredningsområde är New York. Inga underarter finns listade i Catalogue of Life.